# Berliner Umweltpreis
Der Berliner Umweltpreis des BUND Berlin wurde von 2005 bis 2014 an Menschen, Gruppen und Unternehmen verliehen, die in vorbildlicher Art und Weise dazu beitragen, die Umwelt und die Lebensqualität von Berlin nachhaltig und positiv zu beeinflussen. Seit 2015 ist die Vergabe des Umweltpreises auf unbestimmte Zeit ausgesetzt.
Der Preis wurde jährlich in den Kategorien "Umweltengagement", "Kinder und Jugend" und "Wirtschaft und Innovation" verliehen. Für jede Kategorie galten eigene Kriterien. In den beiden ersten Kategorien wurden Preisgelder vergeben.
Seit Beginn engagierte sich Tita von Hardenberg, TV-Produzentin und Moderatorin der ARD-Sendung Polylux, als Schirmherrin für den Berliner Umweltpreis.
Es wurden folgende Preisträger ausgezeichnet:
| Jahr | Kategorie "Umweltengagement"                                                                   | Kategorie "Kinder und Jugend"                                           | Kategorie "Wirtschaft und Innovation"                      |
| ---- | ---------------------------------------------------------------------------------------------- | ----------------------------------------------------------------------- | ---------------------------------------------------------- |
| 2005 | Pro Rehwiese – Natur und Kultur in Nikolassee Solarverein Berlin e.V.                          | Arbeitskreis Umwelt und Bildung Lichtenberg (AUB)                       | Carl Kühne KG (GmbH & Co.)- Werk Berlin                    |
| 2006 | Baumrevier des Straßen- und Grünflächenamtes Berlin-Mitte                                      | Kita Künheimer Weg                                                      | Cornelsen Verlagsholding GmbH & Co.                        |
| 2007 | Bürgerinitiative "Aktionsbündnis Bäume am Landwehrkanal"                                       | Carlos Green Papershop (Schülerfirma der Carlo-Schmid-Oberschule)       | STRATO AG                                                  |
| 2008 | Trägerverein Lichtenrader Volkspark e.V.                                                       | Umwelttheatergruppe der Grundschule im Grünen                           | HOWOGE Wohnungsbaugesellschaft mbH                         |
| 2009 | BI "Nein zum Kohlekraftwerk"                                                                   | Carl-Humann-Grundschule                                                 | Magdalena Schaffrin                                        |
| 2010 | Die Schnippelgirls                                                                             | Schule am Falkplatz                                                     | Steigenberger Hotel Berlin                                 |
| 2011 | BI Stuttgarter Platz                                                                           | Grundschule im Beerwinkel                                               | IGG MALZFABRIK mbH                                         |
| 2012 | GroßstadtWildnis Lichterfelder Weidelandschaft Aktionsbündnis Landschaftspark Lichterfelde Süd | Juniorfirma Solar Systems Schülerfirma der Elinor-Ostrom-Schule         | Oktoberdruck AG                                            |
| 2013 | Repair Café Kunst-Stoffe                                                                       | Kingkong-Klasse 7a der Marianne-Buggenhagen-Schule für Körperbehinderte | BürgerEnergie Berlin eG Sonderpreis: Berliner Energietisch |
| 2014 | Initiative 100% Tempelhofer Feld                                                               | Schüler-Fahrrad-Werkstatt an der Rudolf-Steiner-Schule Berlin           | Märkische Scholle Wohnungsunternehmen eG                   |